# Торгелов-ам-Зе
Торгелов-ам-Зе (нем. Torgelow am See) — община в Германии, в земле Мекленбург-Передняя Померания.
Входит в состав района Мюриц. Подчиняется управлению Зеенландшафт Варен.  Население составляет 450 человек (на 31 декабря 2010 года). Занимает площадь 14,28 км².